# الدوري السلوفيني لكرة القدم 1940–41
الدوري السلوفيني لكرة القدم 1940–41 هو موسم من الدوري السلوفيني لكرة القدم ‏. فاز فيه SK Ljubljana ‏.